# Canon T60
Le Canon T60 est un appareil photo reflex argentique produisant des clichés 24 × 36 mm sur des cartouches 135 et s’adressant aux photographes amateurs, commercialisé à partir de 1991. Il utilise la monture Canon FD et est le dernier reflex Canon à l'avoir utilisée.

## Histoire
L'appareil tranche avec les autres appareils de la série T par son apparence et par la présence d'un levier d'armement et d'une manivelle de rembobinage. Il faut dire qu'il était fabriqué par Cosina qui le fournissait aussi à Vivitar sous le nom de  V6000.
Lancé bien après le lancement réussi de la gamme EOS, il n'était là que pour proposer aux possesseurs d'optiques FD un "porteur d'objectifs" bon marché.

## Caractéristiques
Cet appareil présente des caractéristiques qui le rapprochent plus du Canon FTb de 1971 que de ses contemporains. Pas d'autofocus, pas de codage DX pour les films, pas d'avance motorisée (il est le seul de la série T à ne pas en disposer), pas d'exposition programmée, pas de TTL au flash et pas de mémorisation de l'exposition ni de correcteur d'exposition. Le journaliste de Chasseur d'Images s'interrogeait sur la possibilité de vendre à des possesseurs d'AE-1 ou d'AE-1 program un appareil aussi nettement inférieur malgré son faible prix. Le site collection-appareils.fr le classant comme rare dans les vides-greniers confirme la faiblesse des ventes de ce modèle.

## Les principaux accessoires
Ce boitier étant destiné à des utilisateurs déjà équipés en objectifs Canon il n'y a pas d'accessoires spécifiques d'autant que l'absence de couplage du flash permet d'utiliser n'importe quel flash générique.